# Léon Pottier
Léon Pottier, född 8 februari 1891, död 6 juli 1941, är en friidrottare från Belgien. Han deltog vid olympiska sommarspelen 1920.